# Luigi Bertolini
Luigi Bertolini (Busalla, 1904. november 13. – Torino, 1977. február 11.) világbajnok olasz labdarúgó, fedezet, edző.

## Pályafutása

### Klubcsapatban
1924–25-ben a Borsalino csapatában játszott. A következő idényben a Savona, 1926 és 1931 között az Alessandria labdarúgója volt. 1931-ben a Juventus csapatához szerződött, ahol négy bajnoki címet nyert a csapattal (1931–32, 1932–33, 1933–34, 1934–35). 1937 és 1940 között a Tigullia játékosa volt, ahol már edzőként is tevékenykedett. 1940-ben itt fejezte be az aktív labdarúgást.

### A válogatottban
1929 és 1935 között 26 alkalommal szerepelt az olasz labdarúgó-válogatottban. Tagja volt az 1934-es világbajnoki címet nyert csapatnak. 1930-ban háromszor szerepelt az olasz B-válogatottban.

### Edzőként
1937 és 1940 között a Tigullia játékos-edzője volt. A második világháborút követően, 1946-ban kezdett edzőként tevékenykedni. Az 1946–47-es idényben az Acireale, a következő idényben a Reggina vezetőedzője volt. 1951-ben korábbi csapata, a Juventus szakmai munkáját irányította. 1952-ben a Brescia, 1952–53-ban a Cuneo, 1953 és 1955 között a Cenisia vezetőedzője volt.

## Sikerei, díjai
Olaszország
- Világbajnokság
  - aranyérmes: 1934, Olaszország

 Juventus
- Olasz bajnokság (Serie A)
  - bajnok: 1931–32, 1932–33, 1933–34, 1934–35